# Trojmezí (Hranice)
Trojmezí (německy  a do roku 1947 Gottmannsgrün) je vesnice, část města Hranice v okrese Cheb v Karlovarském kraji. V roce 2011 zde trvale žilo 26 obyvatel. Rozprostírá se v úplném severozápadním koutu České republiky. Na tomto místě se nachází také trojmezí historických zemí, Čech, Bavorska a Saska.

## Historie

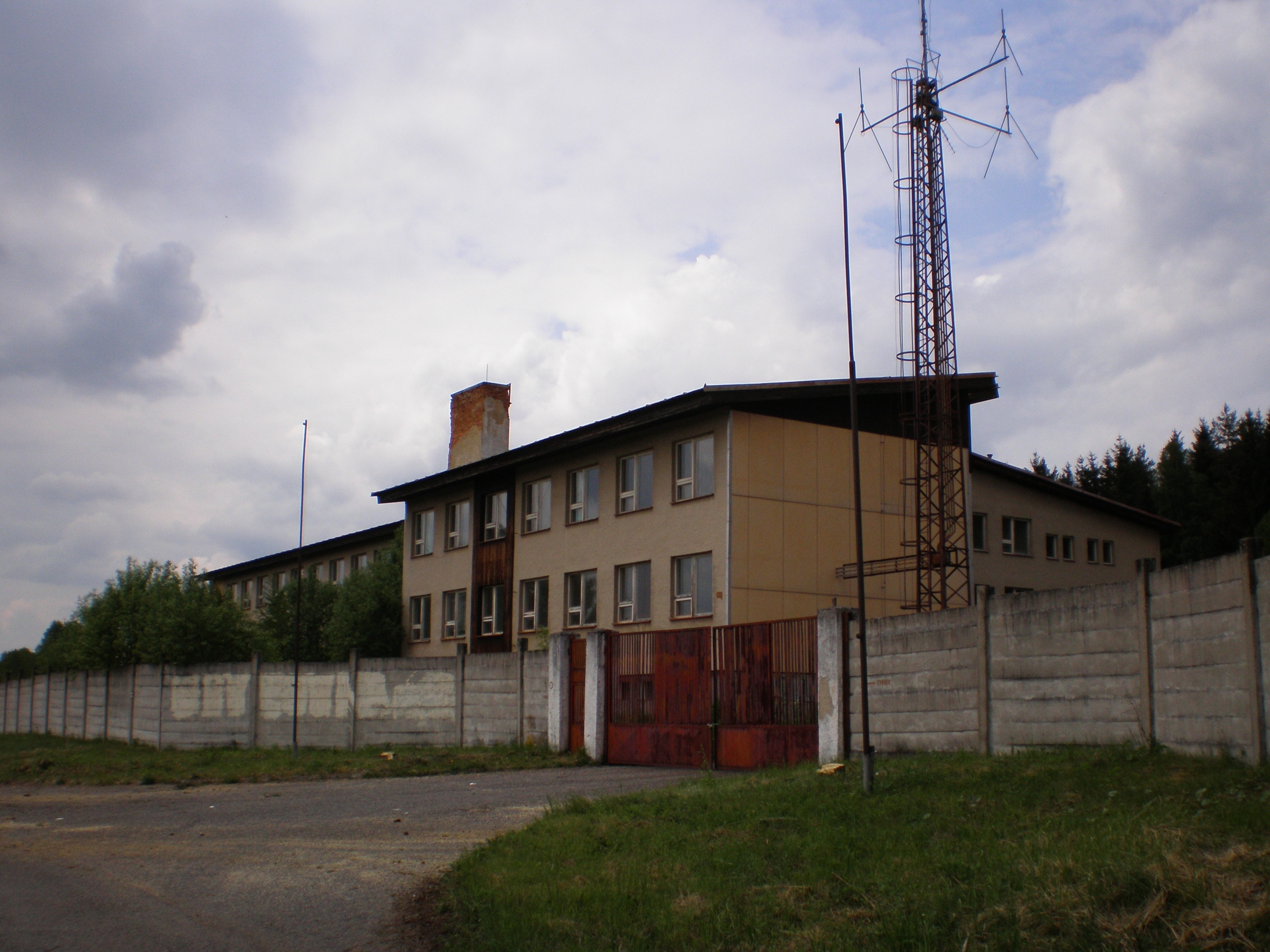
Bývalá kasárna Pohraniční stráže, budoucí ženská věznice (2008)

První písemná zmínka o Trojmezí pochází z roku 1356, kdy jej vlastnili Neubergové. V 16. a 17. století se v okolí těžila železná ruda. Pozůstatky těžební činnosti jsou dodnes patrné. V té době také vznikalo v okolí, podél potoka Rokytnice několik mlýnů, a později barevna. Vesnice je rozptýlena na větším území, proto byly vždy problémy s docházkou dětí do školy. I tak byla v roce 1903 postavena moderní škola.
V nejseverozápadnějším koutu Trojmezí se nachází trojmezí s Bavorskem a Saskem, přičemž ještě před vstupem České republiky do Schengenského prostoru zde byl turistický přechod. Dnes je možné se tudy dostat na několik německých turistických cest. Dříve na tomto místě stál mlýn a hamr. Ty již neexistují, ale zachoval se zde smírčí kříž.
Po druhé světové válce a odsunu německého obyvatelstva bylo Trojmezí téměř vylidněno. Velká část Čechů, která zde zůstala, musela odejít v roce 1951 poté, co zde bylo zřízeno hraniční pásmo, a jejich domy byly strženy. Později zde byla vystavěna budova Pohraniční stráže, která byla jen sporadicky využívána, ale nakonec dlouhá léta chátrala. V květnu 2008 byla však konečně prodána místním podnikatelům, kteří z ní hodlají udělat ženskou věznici.
V současné době se v obci nachází jen 11 domů, ve kterých žije 34 obyvatel, kasárna a opuštěný hostinec, který zažíval svůj boom po otevření hranic s Německem.

## Přírodní poměry
Trojmezí leží přibližně dva kilometry západně od Hranic a dvanáct kilometrů severozápadně od Aše, v nadmořské výšce 602 metrů. Dříve se Trojmezí dělilo na Trojmezí (Gottmannsgrün), Dolní Trojmezí (Unter Gottmannsgrün) a Kozí hřbet (Ziegenrück), a součástí obce byly také samoty Richterovy Domky, Neustadt, Schwammenbach a Císařský hamr (Kaiserhammer). Některé prameny uvádějí také Mäcklovy Domky.
Severozápadně od vesnice, podél státní hranice, leží část národní přírodní památky Bystřina – Lužní potok.

## Obyvatelstvo
Podle sčítání 1930 zde žilo v 163 domech 845 obyvatel. Jeden obyvatel se hlásil k československé národnosti a 747 k německé. Žilo zde 33 římských katolíků a 732 evangelíků.
| Rok            | 1869  | 1880  | 1890 | 1900 | 1910 | 1921 | 1930 | 1950 | 1961 | 1970 | 1980 | 1991 | 2001 | 2011 | 2021 |
| -------------- | ----- | ----- | ---- | ---- | ---- | ---- | ---- | ---- | ---- | ---- | ---- | ---- | ---- | ---- | ---- |
| Počet obyvatel | 1 039 | 1 075 | 932  | 942  | 947  | 797  | 845  | 123  | 92   | 47   | 33   | 31   | 32   | 26   | 24   |
| Počet domů     | 120   | 137   | 137  | 141  | 151  | 152  | 163  | 102  | .    | 14   | 8    | 6    | 7    | 10   | 10   |

## Obecní správa
Při sčítání lidu v letech 1869–1950 Trojmezí bylo samostatnou obcí v okrese Aš. Od roku 1960 je částí města Hranice v okrese Cheb.

## Pamětihodnosti

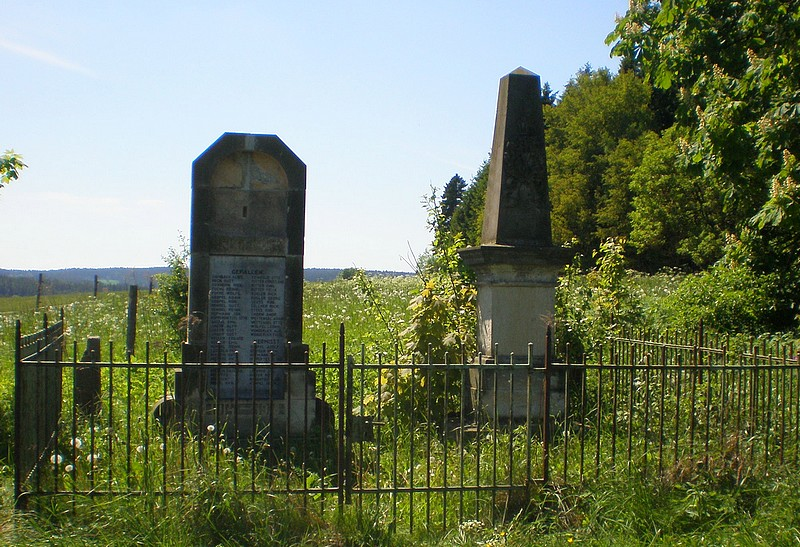
Památníky obětem války v roce 1866 a první světové války

- Pomník obětem v prusko-rakouské válce v roce 1866
- pomník obětem první světové války
- smírčí kříž

## Turistika
Přes Trojmezí vede cyklistická trasa 2058 z Hranic do Aše, a červeně značená turistická trasa. Je možné dostat se z obou do německé obce Prex a dále po německých turistických trasách například do měst Rehau nebo Regnitzlosau.